# Secretaría de Estado de Relaciones con las Cortes

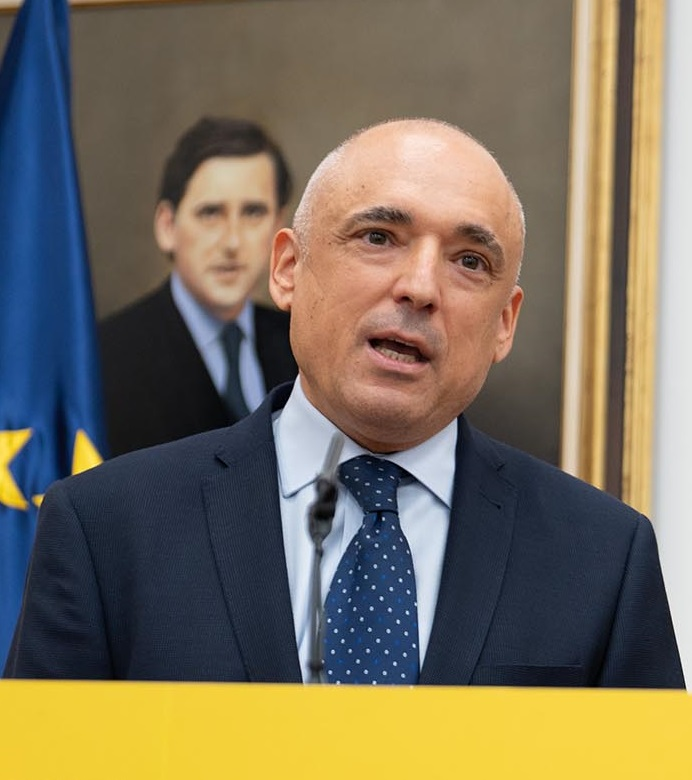
Rafael Simancas, actual secretario de Estado.

La Secretaría de Estado de Relaciones con las Cortes y Asuntos Constitucionales (SERCAC) es el órgano superior del Ministerio de la Presidencia, Justicia y Relaciones con las Cortes al que corresponden las relaciones entre el Gobierno y las Cortes Generales. Le corresponde asimismo, de acuerdo con las directrices emanadas del ministro, la coordinación de los asuntos de relevancia constitucional y del programa legislativo del Gobierno.
En concreto, se encarga de la asistencia o representación del ministro de la Presidencia en las reuniones de las Juntas de Portavoces de las Cámaras; la remisión a las Cortes Generales de los escritos y comunicaciones que el Gobierno envíe a las Cámaras, excepto en el caso de los tratados y convenios internacionales, proyectos de ley, reales decretos-leyes y reales decretos legislativos, y del estudio, seguimiento y coordinación de la tramitación parlamentaria del programa legislativo del Gobierno.
Asimismo, asume la coordinación de la actividad administrativa de las relaciones del Gobierno con las Cortes Generales y la asistencia al Gobierno en el ámbito del control parlamentario y, en general, en sus relaciones con las Cámaras; la coordinación de los asuntos de relevancia constitucional; la realización de estudios e informes relacionados con las iniciativas de reforma constitucional y de reforma de los Estatutos de Autonomía; el seguimiento, la valoración y, en su caso, la formulación de propuestas en relación con el programa y la actividad legislativa del Gobierno; la promoción, difusión y acercamiento de la Constitución a la sociedad española, mediante actuaciones de sensibilización, comunicación, formación y estudio; y la promoción de los derechos humanos, mediante actuaciones de sensibilización, comunicación y formación, así como la coordinación, el seguimiento y la evaluación del Plan de Derechos Humanos vigente.

## Historia

### Antecedentes
Durante la transición democrática y, tras la aprobación de la Constitución española de 1978, la necesidad de acuerdos y cambios normativos y el consecuente aumento de las relaciones entre el Gobierno y el Parlamento hizo que se crearan diferentes órganos para esta tarea.
Inicialmente, entre julio de 1977 y enero de 1980 existió la figura del Ministro Adjunto para las Relaciones con las Cortes. Simultáneamente, en el Ministerio de la Presidencia existió entre abril de 1979 y junio de 1980 una Secretaría de Estado de Desarrollo Constitucional, órgano responsable de la «coordinación e impulso necesarias para que los proyectos de Ley que el Gobierno envíe a las Cortes Generales, en desarrollo directo de la Constitución, cumplan los criterios de armonía y prioridad fijados por el mismo». Un año más tarde, esta área se volvió a dar rango ministerial al crearse la figura del Ministro Adjunto al Presidente, sin cartera, encargado de la Coordinación Legislativa, que asumió todos los órganos relacionados, con la consiguiente supresión de la Secretaría de Estado.

### Secretaría de Estado
Una vez normalizadas las relaciones entre poderes y en pleno desarrollo del Estado autonómico se creó, por Real Decreto de 6 de marzo de 1981, la Secretaría de Estado para las Relaciones con las Cortes, que se componía de dos órganos con rango de Dirección General, la Secretaría para las Actividades Legislativas y la Secretaría para las Actividades de Control Parlamentario, que previamente se denominaban Secretaría para las Relaciones con el Congreso de los Diputados y Secretaría para las Relaciones con el Senado, respectivamente. A finales de 1982 estas responsabilidades pasaron a depender directamente del Presidente del Gobierno y se renombró como «Secretaría de Estado para las Relaciones con las Cortes y la Coordinación Legislativa», así como sus dos secretarías pasaron a denominarse, respectivamente, Dirección General de Relaciones con el Congreso de los Diputados y Dirección General de Relaciones con el Senado.
En 1986, el Ministerio de la Presidencia sufrió una importante reforma. Asumió de nuevo las relaciones con las Cortes y fue renombrado como «Ministerio de Relaciones con las Cortes y de la Secretaría del Gobierno». Asimismo, dejó de tener órganos superiores, asumiendo el ministro directamente las funciones de la Secretaría de Estado, que se suprimió.
En 1993, las funciones de la Secretaría de Estado se agruparon en la Secretaría General de Relaciones con las Cortes (órgano que ya existió entre 1977 y 1981), que apenas duró tres años, hasta que en 1996 se recuperó la Secretaría de Estado de Relaciones con las Cortes.
En 2008 se cambió la denominación a la de Secretaría de Estado de Asuntos Constitucionales y Parlamentarios hasta finales de 2011, cuando recuperó su denominación original.
En 2020 fue renombrada como Secretaría de Estado de Relaciones con las Cortes y Asuntos Constitucionales. Este cambio de denominación no supuso una ampliación de competencias, sino únicamente que sus funciones de dividieron entre la ya existente Dirección General de Relaciones con las Cortes y la restablecida Dirección General de Asuntos Constitucionales y Coordinación Jurídica.
En 2024 asumió las responsabildiades sobre la promoción y fomento de los derechos humanos que hasta entonces ejercía la Secretaría de Estado de Justicia.

## Estructura
De la Secretaría de Estado de Relaciones con las Cortes dependen:
- La Dirección General de Relaciones con las Cortes.
  - La Subdirección General de Coordinación Legislativa.
  - La Subdirección General de Iniciativas Parlamentarias.
  - La Subdirección General de Control Escrito.
  - La Subdirección General de Documentación Parlamentaria.
- La Dirección General de Asuntos Constitucionales y Coordinación Jurídica.
  - La Subdirección General de Régimen Constitucional.

Como órgano de apoyo y asistencia inmediata al Secretario de Estado, existe un Gabinete con nivel orgánico de subdirección general.

## Titulares
Desde su creación en 1981, ha habido los siguientes Secretarios de Estado (entre 1986 y 1996 no existió):
- Gabriel Cisneros Laborda (1981-1982)
- Virgilio Zapatero Gómez (1982-1986)
- José María Michavila Núñez (1996-2000)
- Jorge Fernández Díaz (2000-2004)
- Francisco Caamaño Domínguez (2004-2009)
- José Luis de Francisco Herrero (2009-2011)
- José Luis Ayllón Manso (2011-2018)

- Rubén Moreno Palanques (2018)[11]
- José Antonio Montilla Martos (2018-2021)[12]
- Rafael Simancas Simancas (2021-presente)[13]